# كنيسة القديسة تيريزا
كنيسة القديسة تيريزا هي كنيسة ملكيّة كاثوليكية تقع في حي السريان الجديدة في مدينة حلب، مكرّسة على اسم تيريزا الأفيلاوية.

## التاريخ
وُضع حجر الأساس لبناء كنيسة القديسة تيريزا كأول كنيسة في حي السريان الجديدة عام 1973، تبرّع لبناءها فتحي الأنطاكي أحد أفراد الطائفة، وبدأت أعمال البناء عام 1986.

## العمارة
تمتلك الكنيسة سمات بارزة من العمارة الكنسية البيزنطية والعمارة السورية المحلية. يمتد بناءها على مساحة 800 م² تقريباً، لها قبة نصفيّة وأربع قبب محيطيّة صُمّمت على شكل صليب، مع مدخل على شكل قوس مزيّن بالفسيفساء. يحوي الهيكل الداخلي على صليب كبير يرجع لـكنيسة الشرعسوس القديمة، كما تحوي أربع أيقونات كبيرة الحجم رُسمت في اليونان، الأولى ليسوع المسيح والثانية لمريم العذراء والثالثة للقديسة تيريزا والرابعة تصوّر حادثة تجلّي المسيح.

## الأنشطة
يتبع لها دار للأيتام، ومركز القديس أغناطيوس الأنطاكي للأنشطة الروحية والاجتماعية الذي يضم كليات للتعليم المسيحي ومكتبة للأطفال ومقر للأخويّة الكشفيّة.